# 天主教夙川教會

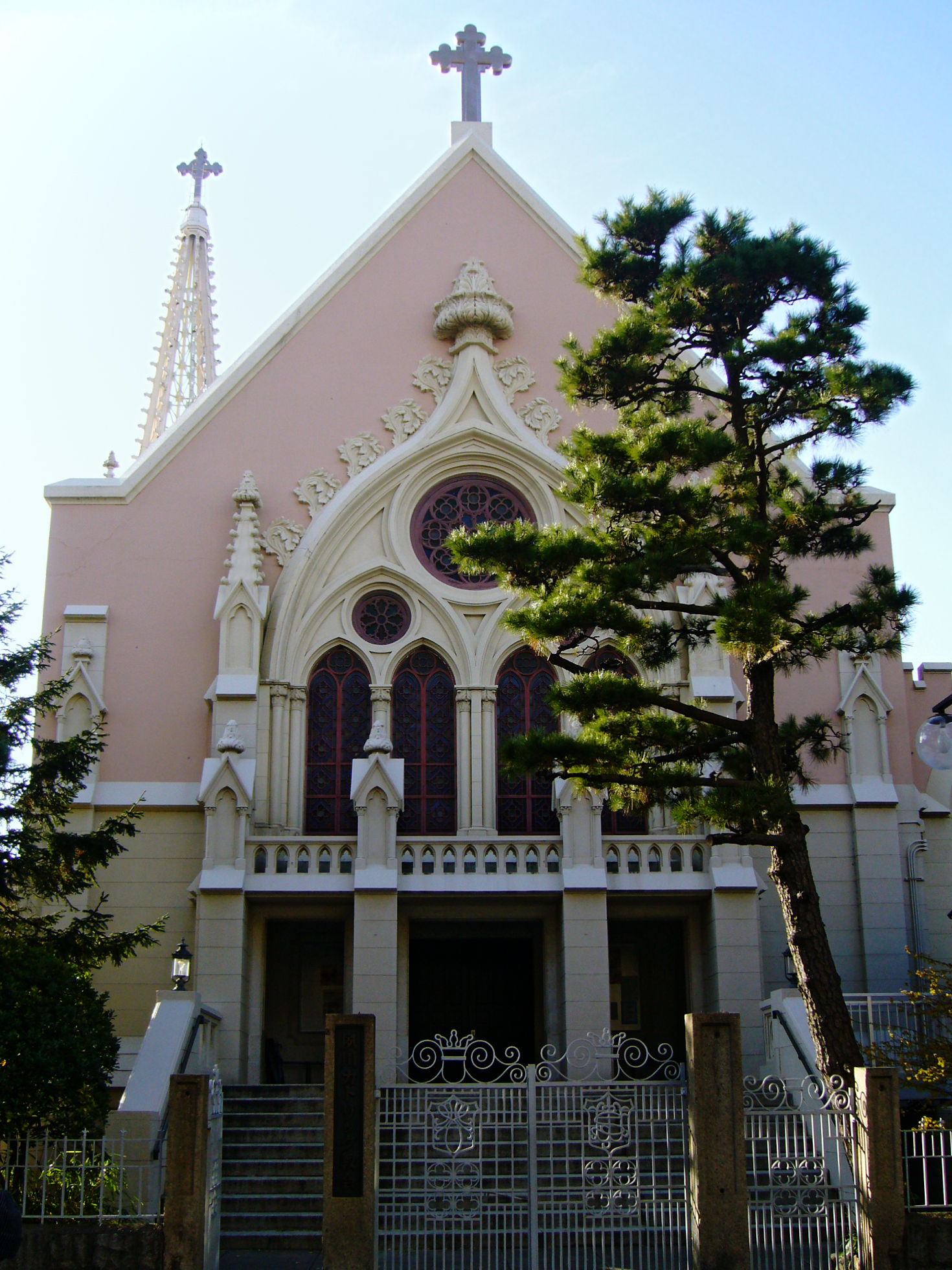
東面

天主教夙川教会（日語：カトリックしゅくがわきょうかい）位於兵庫縣西宮市，是基督宗教天主教會大阪總教區教會的教堂。曾經設置了大阪教區的臨時主教座，為前主教大教堂（英語：cathedral）。信徒數目是教區內最多的。

## 沿革
- 1921年 - 阪神間最初的天主教會，開始活動。
- 1932年 - 夙川公園旁興建落成哥德復興樣式壯麗的大教堂。
- 1995年 - 因為阪神大地震喪失了管風琴。但之後依然以早期古典音樂（巴洛克音樂）的演奏會會場聞名，日本泰雷曼協會定期在此舉辦教會音樂系列的演奏[2]。

## 建築概要
- 設計 - 梅本省三
- 竣工 - 1932年
- 構造 - RC造

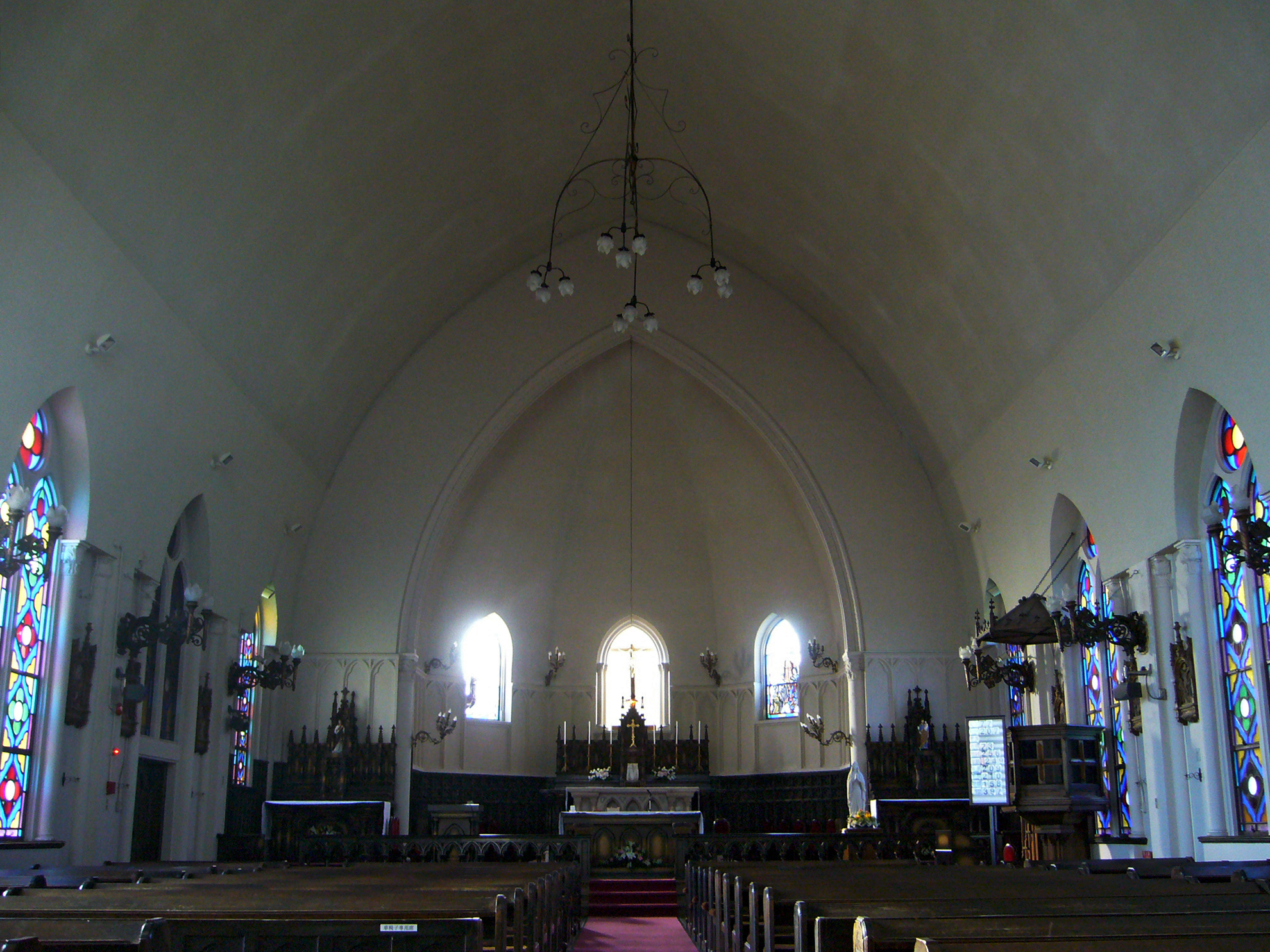
教堂内
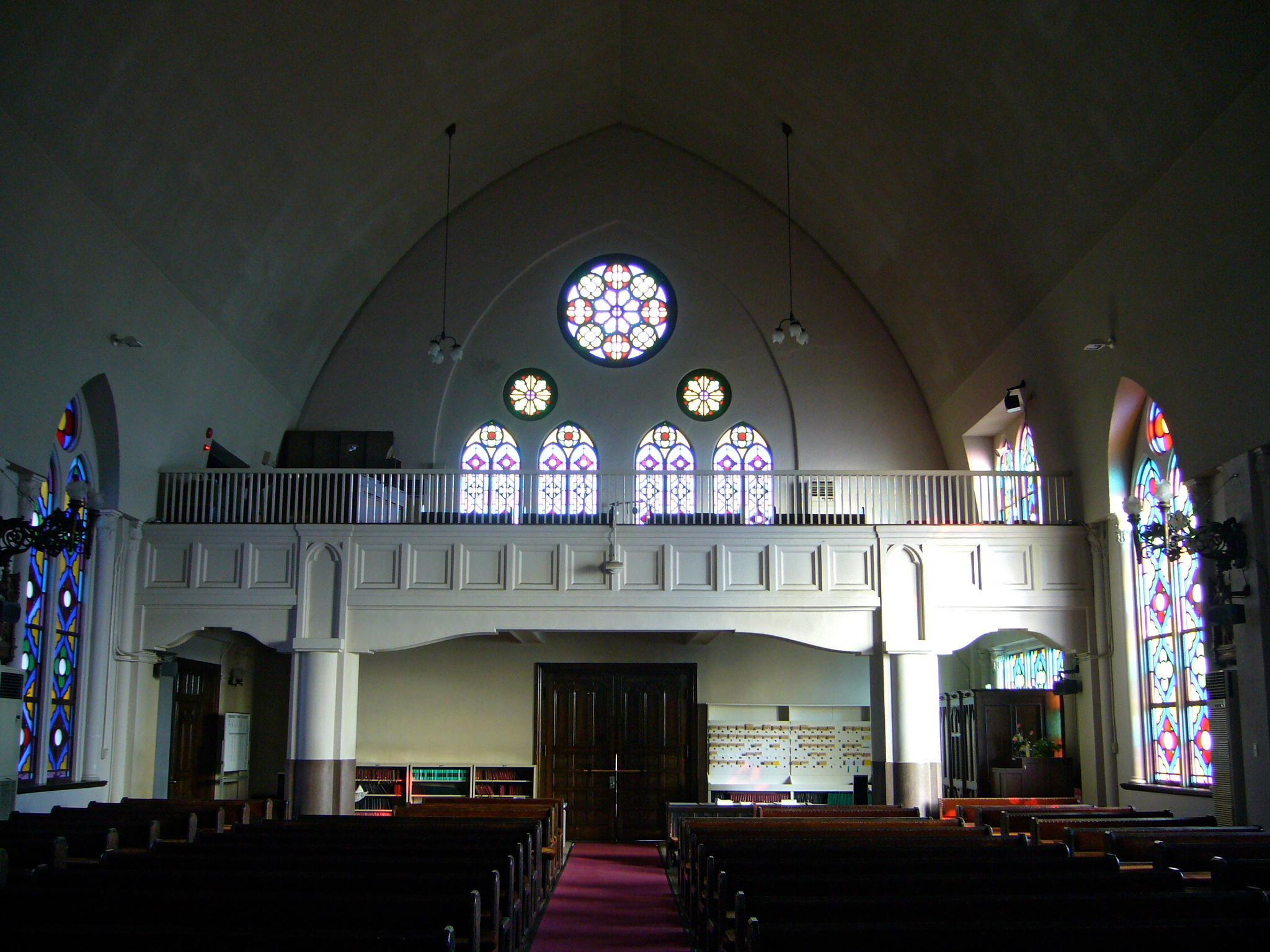
教堂内
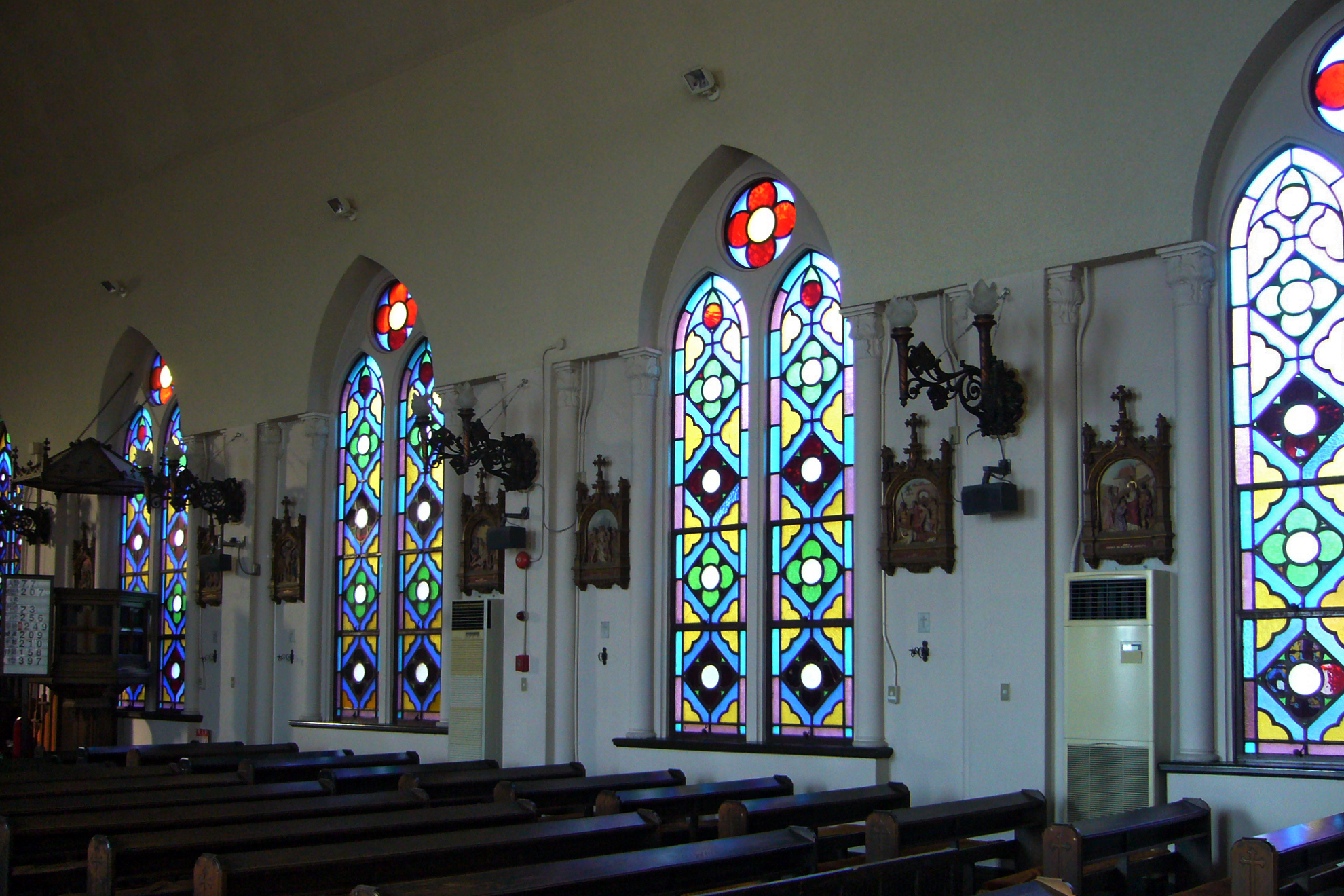
花窗玻璃
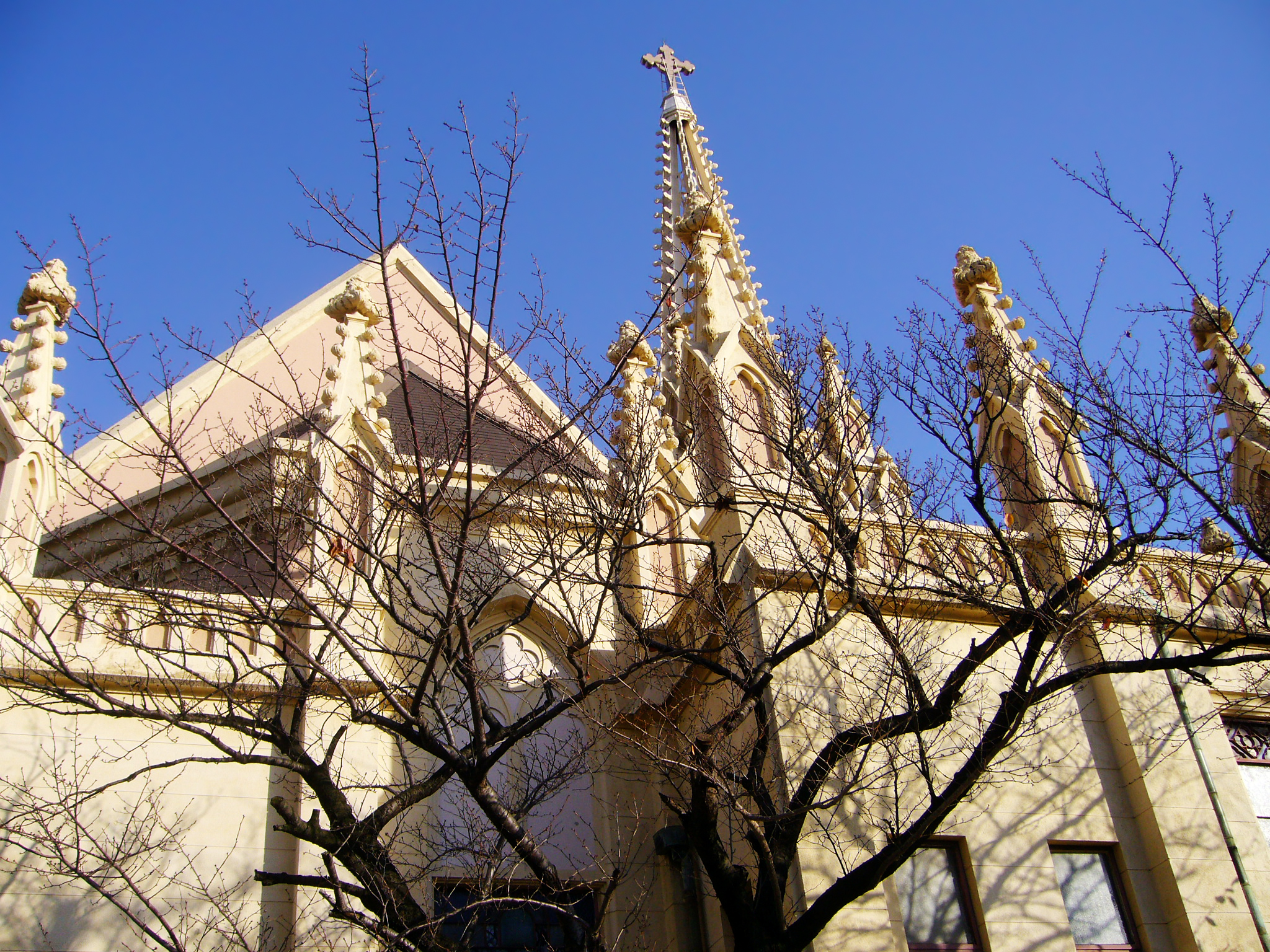
西面

## 位置
- 〒662-0052 兵庫縣西宮市霞町5-40[3]

## 交通方式
- 阪急神戶線夙川站 徒步5分
- JR神戶線 櫻花夙川站 徒步10分
- 阪神本線 香櫨園站 徒步15分

## 周邊景點
- 夙川公園
- 辰馬考古資料館
- 西宮市大谷記念美術館
- 西宮神社
- 圓滿寺

## 脚注
1. ↑  カトリック中央協議会出版部編「住所録」『カトリック教会ハンドブック2015』カトリック中央協議会、2014年11月10日。213頁。ISBN 978-4-87750-556-1。
2. ↑  .   [2018-05-27]. （原始内容存档于2020-02-04）.
3. ↑  .   [2018-05-27]. （原始内容存档于2020-02-23）.

## 外部連結
- 天主教夙川教会官方網站 （页面存档备份，存于）
- 日本泰雷曼協会 （页面存档备份，存于）